# Mathura (bướm đêm)
Mathura  là một chi bướm đêm thuộc họ Erebidae.

## Hình ảnh

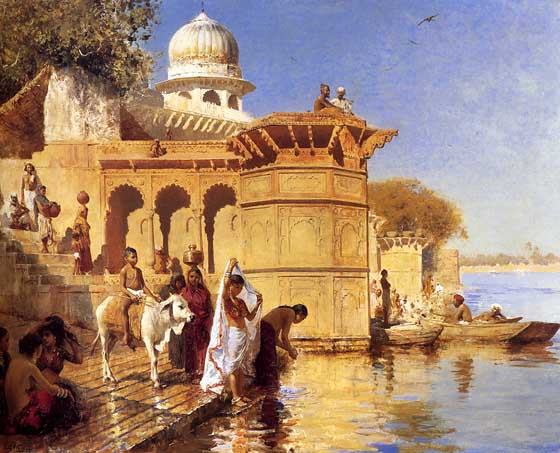
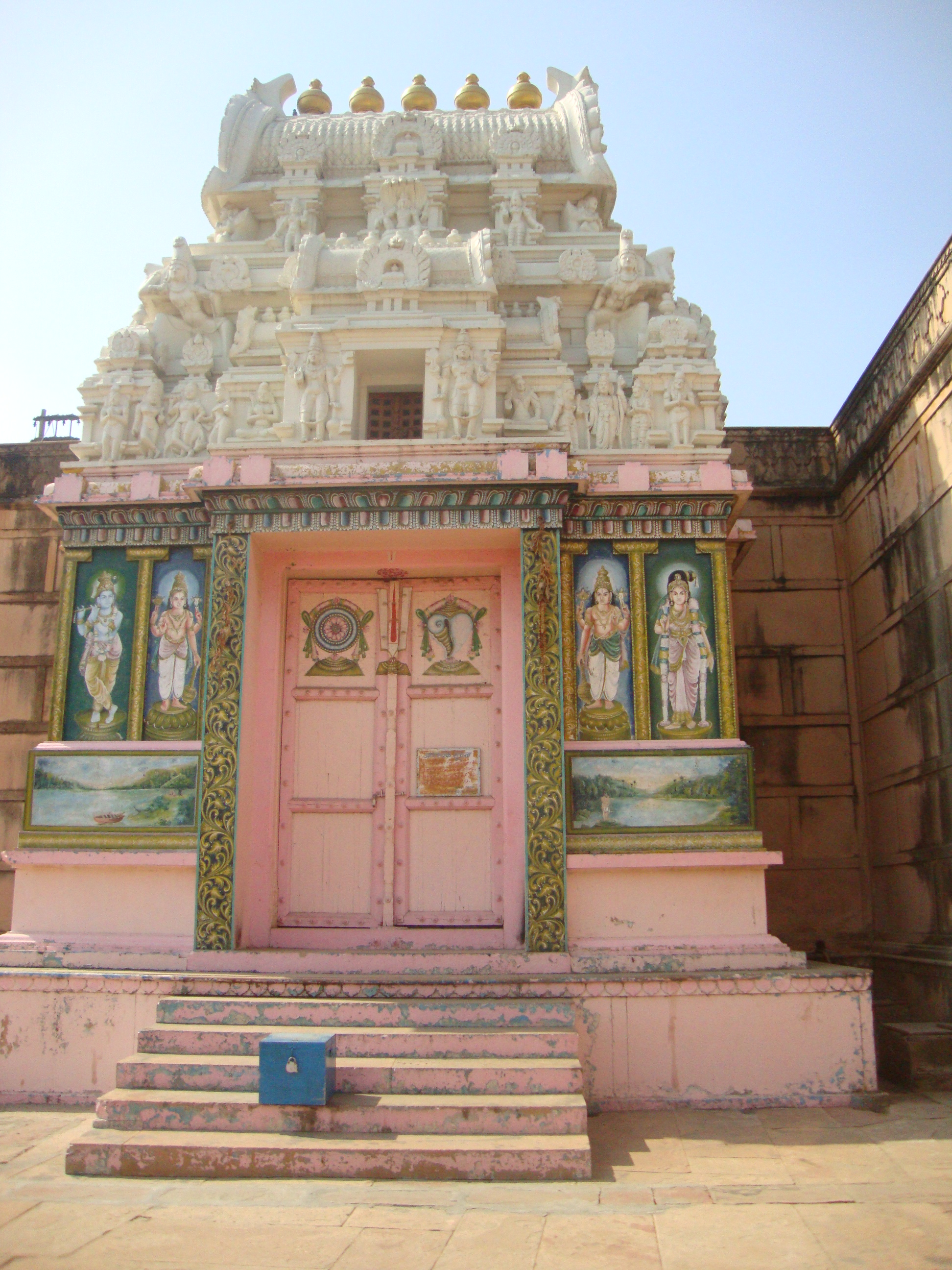
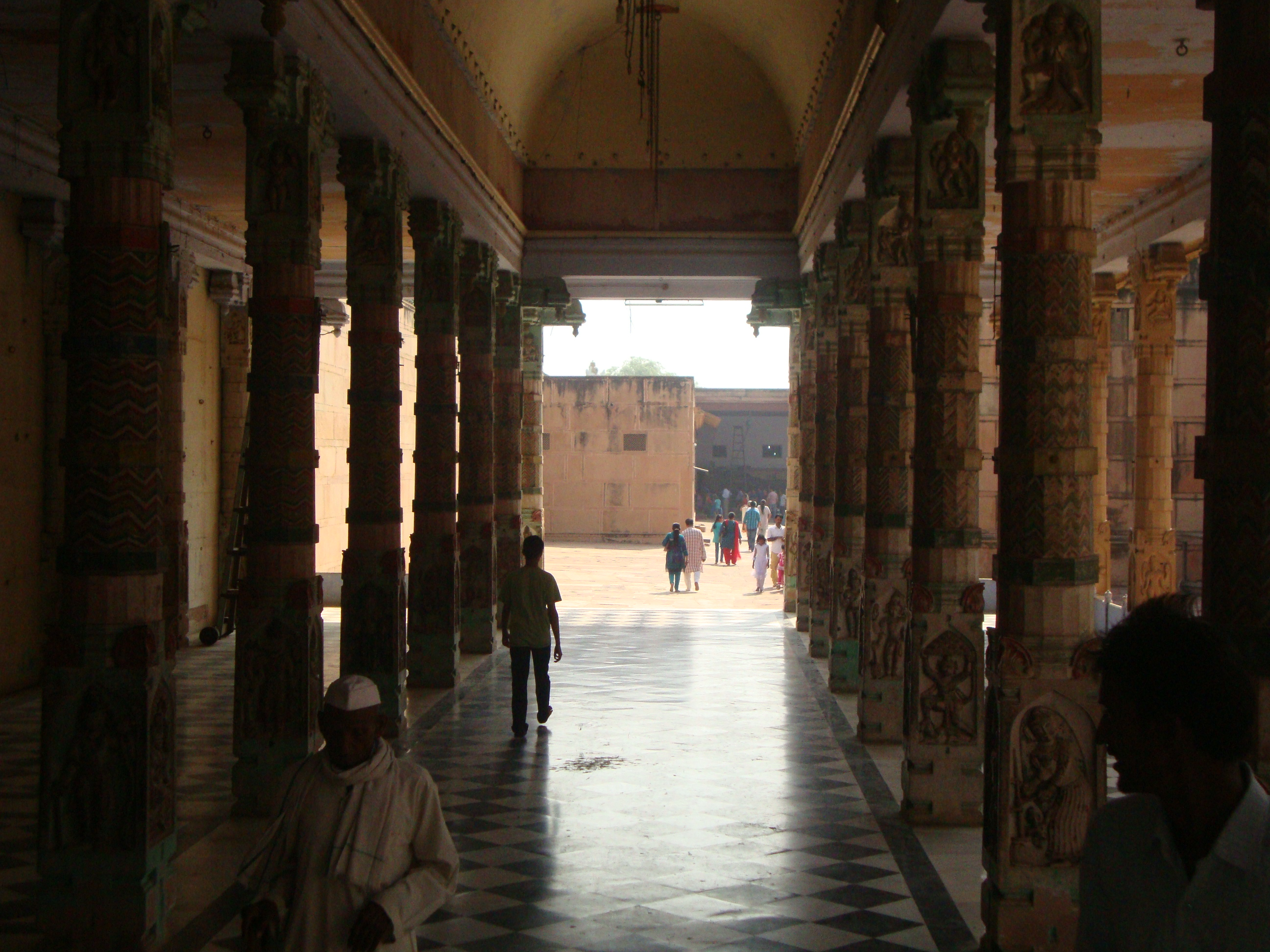
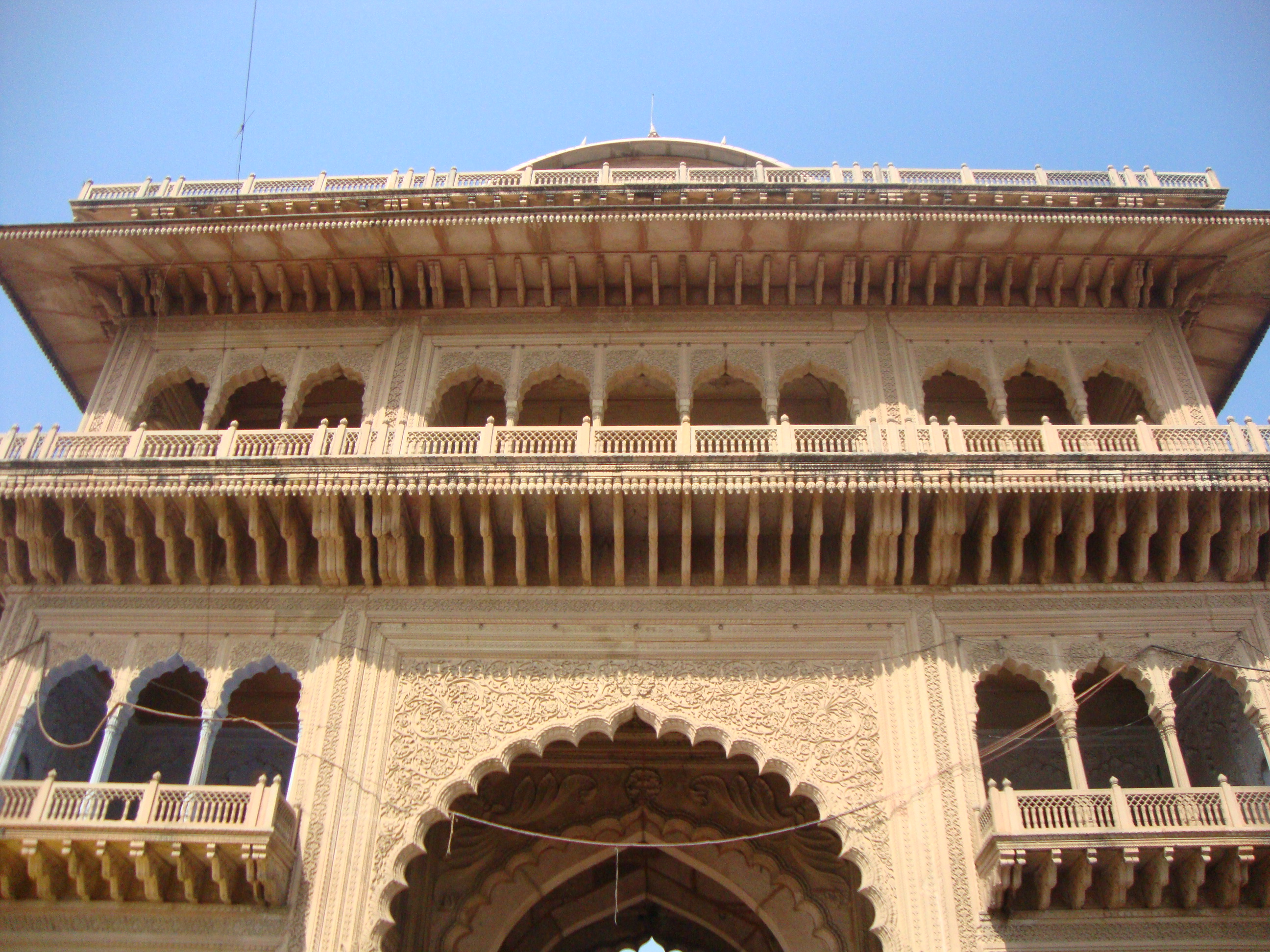